# Ona mitjana

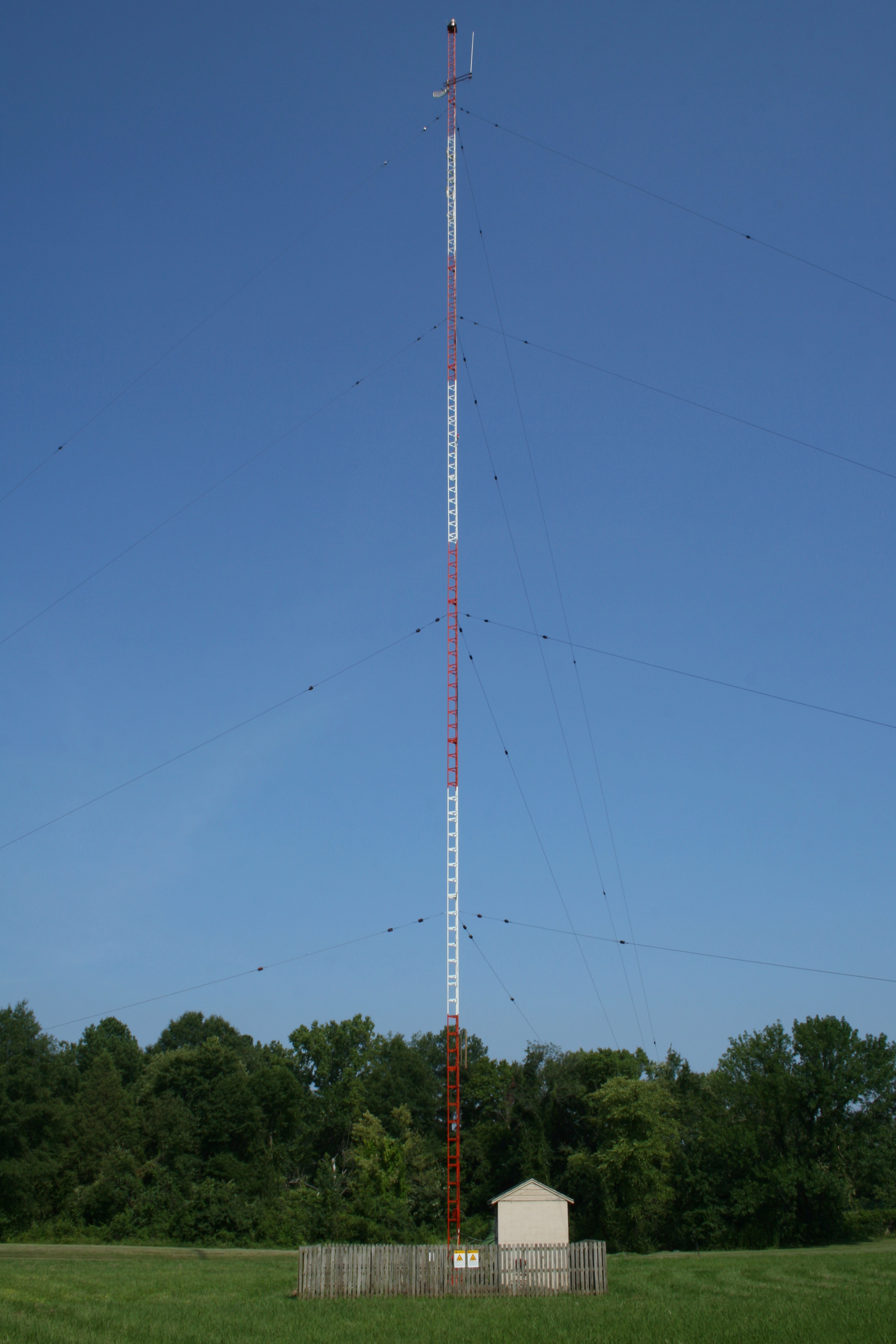
Antena d'ona mitjana (Carolina del Nord, 2008)

L’ona mitjana (OM), també coneguda com a freqüència mitjana (MF, de l’anglès «Medium Frequency»), és una banda de l’espectre electromagnètic que comprèn el rang de freqüències entre 300 kHz i 3 MHz.

## Característiques de la banda d'ona mitjana
La propagació en aquesta banda segueix la curvatura de la Terra, i les ones poden reflectir-se en la ionosfera. A causa d'això, el seu abast sol ser d'uns centenars de km durant el dia, i és més gran com més baixa la seva freqüència. De nit, la propagació és millor que de dia, perquè desapareix la capa D de la ionosfera que absorbeix fortament les ones mitjanes.
Finalment, és una banda que és summament vulnerable al soroll:
- Atmosfèric (es poden sentir tempestes a diversos centenars de quilòmetres)
- Soroll produït per l'home (per exemple les comunicacions per línia elèctrica)
- Soroll natural, propi a la ionosfera.

## Sistemes que funcionen en ona mitjana

### Radiodifusió
Des de principis de la ràdio (ja en els anys 20), les ones en aquestes freqüències s'utilitzen per a la radiodifusió en AM a causa de la facilitat amb què travessen obstacles i a la relativa senzillesa dels equips d'aquella època.
- En efecte, l'estabilitat dels oscil·ladors comença a plantejar seriosos problemes a partir dels 10 MHz.
- D'altra banda, en aquells anys les ràdios de vàlvules termoiòniques tenien grans capacitats paràsites, cosa que els impedia utilitzar freqüències més altes.
- Les ones mitjanes van anar progressivament caient en desús amb l'arribada de la freqüència modulada (FM), que per requerir molt amplada de banda, es va ubicar a l'espectre VHF.
- Actualment, les antenes d'OM estan sent progressivament reutilitzades per poder transportar àudio digital (DRM). Per exemple, a França, a partir de 2005, Radio France ha obtingut diverses freqüències en ona mitjana que progressivament estan sent convertides en emissores DRM.

### Radioafició
Els radioaficionats tenen una banda en aquesta part de l'espectre: la Banda de 160m.